# 2008年夏季殘疾人奧林匹克運動會巴布亞新畿內亞代表團
2008年夏季殘疾人奧林匹克運動會巴布亞新畿內亞代表團於2008年9月6日至17日參加在中國北京舉行的第13屆殘疾人奧運會。
巴布亞新畿內亞在本屆殘奧會派出2名運動員出戰田徑項目。

## 獎牌榜
| 奖牌 | 运动员          | 项目 | 赛事           |
| ---- | --------------- | ---- | -------------- |
| 銀牌 | 弗朗西斯·孔帕翁 | 田径 | 男子100米T46級 |

## 參賽項目

### 田徑
男子
- 弗朗西斯·孔帕翁

　　　- 男子100米T46級 - 11.10" (2nd) -  銀牌 

　　　- 男子200米T46級 - 23.30" (9th)
女子
- 乔伊琳·杰弗里 - 女子100米T12級 - 取消资格